# Яхнівська сільська рада (Фастівський район)
| Яхнівська сільська рада — колишній орган місцевого самоврядування у Фастівському районі Київської області з адміністративним центром у с. Яхни. 05.02.1965 Указом Президії Верховної Ради Української РСР передано Яхнівську сільраду Сквирського району до складу Фастівського району. Сільській раді підпорядковані населені пункти: - с. Яхни |

## Склад ради
Рада складається з 12 депутатів та голови.

### Керівний склад ради
| ПІБ                          | Основні відомості                                                                         | Дата обрання | Дата звільнення |
| ---------------------------- | ----------------------------------------------------------------------------------------- | ------------ | --------------- |
| Гулак Павліна Іванівна       | Сільський голова, 1953 року народження, освіта, член Народно-демократичної партії України | 26.03.2006   | 31.10.2010      |
| Вахненко Валентина Василівна | Сільський голова, 1974 року народження, освіта вища, позапартійна                         | 31.10.2010   |                 |

Примітка: таблиця складена за даними джерела